# NGC 1829
NGC 1829 (również ESO 56-SC57) – gromada otwarta powiązana z mgławicą emisyjną, znajdująca się w gwiazdozbiorze Złotej Ryby. Należy do Wielkiego Obłoku Magellana. Odkrył ją John Herschel 13 grudnia 1835 roku.